# Distretto di Gangnan
Il distretto di Gangnan (港南区S, GǎngnánP) è un distretto della Cina, situato nella regione autonoma di Guangxi e amministrato dalla prefettura di Guigang.